# Сантин, Нелло
Нелло Сантин (итал. Nello Santin; род. 3 июля 1946, Эраклея, Венеция) — итальянский футболист и футбольный тренер, выступавший на позиции защитника.

## Карьера

### Клубная карьера
Во взрослом футболе дебютировал в 1963 году в клубе «Милан», где до этого провёл три сезона в молодёжной команде. Вместе с клубом становился чемпионом Италии, а также завоёвывал Кубок Италии по футболу. Непрерывно в основном составе Сантин выходил только в 1965—1967 годах, а с приходом в клуб Нерео Рокко сначала оказался на скамейке запасных, а затем был отдан в аренду в «Виченцу».
В 1971 году перешёл в «Сампдорию», где играл на протяжении трёх сезонов, а затем стал игроком «Торино». В это время клуб смог сыграть в ничью с «Лацио» из-за автогола Ре Чеккони, а затем завоевать титул чемпиона Италии в матче против «Ювентуса».
Завершил карьеру футболиста в 1980 году в клубе «Виченца», куда вернулся в 1979 году.

### Тренерская карьера
После завершения спортивной карьеры Сантин работал в тренерских штабах многих итальянских клубов. В 1984—1988 годах тренировал «Чивитавеккью», «Пистойезе» и Реджану». В 1988 году возглавил «Павию», а в 1989—1990 годах тренировал клуб СПАЛ, выступавший в Серии C2.
В 1990-х годах работал в «Фано» и «Вольпиано», а в 2003—2004 годах тренировал клуб «Про Верчелли». В 2014 году начал работать техническим директором в клубе «Тренто».

## Достижения
«Милан»
- Чемпион Италии: 1967/68
- Обладатель Кубка Италии: 1966/67
- Победитель Лиги чемпионов УЕФА: 1968/69
- Обладатель Кубка обладателей кубков УЕФА: 1967/68
- Обладатель Межконтинентального кубка по футболу: 1969

«Торино»
- Чемпион Италии: 1975/76